# Барановское муниципальное образование (Вольский район)
Барановское муниципальное образование — сельское поселение в Вольском районе Саратовской области Российской Федерации.
Административный центр — село Барановка.

## История
Статус и границы сельского поселения установлены Законом Саратовской области от 27 декабря 2004 года № 86-ЗСО «О муниципальных образованиях, входящих в состав Вольского муниципального района».

## Население
| 2010  | 2011  | 2012  | 2013  | 2014  | 2015  | 2016  |
| ----- | ----- | ----- | ----- | ----- | ----- | ----- |
| 1183  | ↘1179 | ↗1182 | ↘1179 | ↘1167 | ↘1140 | ↘1124 |
| 2017  | 2018  | 2019  | 2020  | 2021  |       |       |
| ↗1127 | ↘1103 | ↘1086 | ↘1052 | ↘1003 |       |       |

## Состав сельского поселения
| № | Населённый пункт | Тип населённого пункта       | Население |
| - | ---------------- | ---------------------------- | --------- |
| 1 | Барановка        | село, административный центр | ↗1183     |
| 2 | Песчанка         | село                         | 0         |